# Петер Персідіс
Петер Персідіс (нім. Peter Persidis, нар. 8 березня 1947, Відень — пом. 21 січня 2009, Відень) — австрійський футболіст, захисник. По завершенні ігрової кар'єри — футбольний тренер.
Як гравець насамперед відомий виступами за клуби «Олімпіакос» та «Рапід» (Відень), а також національну збірну Австрії.

## Клубна кар'єра
У дорослому футболі дебютував 1967 року виступами за команду клубу «Ферст Вієнна», в якій провів чотири сезони, взявши участь у 70 матчах чемпіонату.
Своєю грою за цю команду гравець, який по батьківській лінії мав грецьке коріння, привернув увагу представників тренерського штабу грецького клубу «Олімпіакос», до складу якого приєднався 1971 року. Відіграв за клуб з Пірея наступні чотири сезони своєї ігрової кар'єри.
1975 року перейшов до клубу «Рапід» (Відень), за який відіграв 7 сезонів. Більшість часу, проведеного у складі віденського «Рапіда», був основним гравцем команди. Завершив професійну кар'єру футболіста виступами за команду «Рапід» (Відень) у 1982 році.

## Виступи за збірну
1976 року дебютував в офіційних матчах у складі національної збірної Австрії. Протягом кар'єри у національній команді, яка тривала усього 3 роки, провів у формі головної команди країни 7 матчів.
У складі збірної був учасником чемпіонату світу 1978 року в Аргентині.

## Кар'єра тренера
Розпочав тренерську кар'єру, повернувшись до футболу після невеликої перерви, 1986 року, очоливши тренерський штаб клубу «Санкт-Пельтен».
1998 року увійшов до тренерського штабу клубу «Рапід» (Відень), в якому працював до 2006. Частину 2001 року очолював команду клубу як виконувач обов'язків головного тренера.
Помер 21 січня 2009 року на 62-му році життя у Відні.